# Wijken en buurten in Noordenveld
De Nederlandse gemeente Noordenveld is voor statistische doeleinden onderverdeeld in wijken en buurten. De gemeente is verdeeld in de volgende statistische wijken:
- Wijk 00 Roden (CBS-wijkcode:169900)
- Wijk 01 Roden (CBS-wijkcode:169901)
- Wijk 03 Norg (CBS-wijkcode:169903)
- Wijk 04 Norg (CBS-wijkcode:169904)
- Wijk 04 Peize (CBS-wijkcode:169906)

Een statistische wijk kan bestaan uit meerdere buurten. Onderstaande tabel geeft de buurtindeling met kentallen volgens het Centraal Bureau voor de Statistiek (2008):
| CBS-buurtcode | Buurtnaam                        | Inwonertal | Opp. totaal (ha) | Opp. land (ha) | Ligging                |
| ------------- | -------------------------------- | ---------- | ---------------- | -------------- | ---------------------- |
| BU16990000    | Roden                            | 7090       | 333              | 333            | Locatie in de gemeente |
| BU16990010    | Roden West                       | 7310       | 217              | 217            | Locatie in de gemeente |
| BU16990020    | Industrieterrein Roden           | 330        | 155              | 150            | Locatie in de gemeente |
| BU16990030    | Nieuw-Roden                      | 1100       | 104              | 104            | Locatie in de gemeente |
| BU16990040    | Nietap                           | 920        | 66               | 66             | Locatie in de gemeente |
| BU16990050    | Leutingewolde                    | 130        | 64               | 64             | Locatie in de gemeente |
| BU16990060    | Foxwolde                         | 150        | 114              | 114            | Locatie in de gemeente |
| BU16990070    | Roderwolde                       | 280        | 67               | 67             | Locatie in de gemeente |
| BU16990080    | Sandebuur                        | 40         | 13               | 13             | Locatie in de gemeente |
| BU16990090    | Lieveren                         | 130        | 26               | 26             | Locatie in de gemeente |
| BU16990100    | Roderesch                        | 270        | 39               | 39             | Locatie in de gemeente |
| BU16990110    | Steenbergen                      | 70         | 13               | 13             | Locatie in de gemeente |
| BU16990120    | Buitengebied Roden Noord         | 180        | 2410             | 2204           | Locatie in de gemeente |
| BU16990130    | Buitengebied Roden Zuid          | 620        | 2191             | 2154           | Locatie in de gemeente |
| BU16990140    | Buitengebied Roden West          | 320        | 622              | 622            | Locatie in de gemeente |
| BU16990300    | Norg                             | 3390       | 213              | 213            | Locatie in de gemeente |
| BU16990310    | Een                              | 540        | 81               | 81             | Locatie in de gemeente |
| BU16990320    | Langelo                          | 210        | 48               | 48             | Locatie in de gemeente |
| BU16990330    | Peest                            | 80         | 37               | 37             | Locatie in de gemeente |
| BU16990340    | Zuidvelde                        | 100        | 29               | 29             | Locatie in de gemeente |
| BU16990350    | Westervelde                      | 160        | 59               | 59             | Locatie in de gemeente |
| BU16990360    | Veenhuizen                       | 900        | 165              | 162            | Locatie in de gemeente |
| BU16990370    | Verspreide huizen Huis ter Heide | 130        | 984              | 975            | Locatie in de gemeente |
| BU16990380    | Verspreide huizen Een-West       | 230        | 484              | 484            | Locatie in de gemeente |
| BU16990390    | Verspreide huizen Norg           | 340        | 1671             | 1665           | Locatie in de gemeente |
| BU16990400    | Verspreide huizen Een            | 320        | 1532             | 1498           | Locatie in de gemeente |
| BU16990410    | Verspreide huizen Langelo        | 30         | 829              | 825            | Locatie in de gemeente |
| BU16990420    | Verspreide huizen Peest          | 40         | 458              | 458            | Locatie in de gemeente |
| BU16990430    | Verspreide huizen Zuidvelde      | 90         | 1014             | 1014           | Locatie in de gemeente |
| BU16990440    | Verspreide huizen Westervelde    | 0          | 594              | 593            | Locatie in de gemeente |
| BU16990450    | Verspreide huizen Veenhuizen     | 420        | 3036             | 2944           | Locatie in de gemeente |
| BU16990600    | Peize                            | 4210       | 316              | 316            | Locatie in de gemeente |
| BU16990610    | Altena                           | 310        | 19               | 19             | Locatie in de gemeente |
| BU16990620    | Peizermade                       | 110        | 53               | 52             | Locatie in de gemeente |
| BU16990630    | Verspreide huizen Peize Noord    | 700        | 2480             | 2458           | Locatie in de gemeente |